# Jason X
Jason X é um filme de ficção científica e terror norte-americano de 2001, produzido e dirigido por James Isaac. É a décima sequência da série Sexta-Feira 13 e marcou a última aparição de Kane Hodder no papel do assassino morto-vivo Jason Voorhees. Também apresentou a versão futurística do personagem, Uber Jason.
O filme foi concebido como o primeiro de uma trilogia por Todd Farmer, que sugeriu ao estúdio a ideia de enviar Jason ao espaço como forma de avançar a franquia e manter o personagem em evidência, enquanto Freddy vs. Jason ainda estava em desenvolvimento.
Jason X arrecadou 16.951.798 de dólares em todo o mundo com um orçamento de 14 milhões de dólares. Apesar das críticas negativas que recebeu na época de seu lançamento, o filme divide a opinião dos fãs e nos últimos anos vem ganhando maior popularidade, principalmente entre os fãs mais jovens da série.

## Sinopse
No ano de 2010, Jason Voorhees é capturado pelo governo dos Estados Unidos e mantido num centro de pesquisas em Crystal Lake. Rowan LaFontaine, uma cientista a serviço do governo, decide colocar Jason em estado de criopreservação após várias tentativas fracassadas de matá-lo. Enquanto o soldado Samuel Johnson coloca um cobertor sobre Jason, o Dr. Wimmer, o sargento Marcus e outros soldados esperam levar o assassino dali a fim de realizar estudos sobre a rápida regeneração celular de Jason. Eles retiram o cobertor que estava sobre Jason, mas encontram Johnson morto. Jason se libertou e mata os soldados e Wimmer. Rowan atrai Jason para uma cápsula criogênica. Ela ativa a cápsula, mas Jason consegue romper o compartimento e esfaqueia Rowan no abdome, enquanto o fluido criogênico vaza para a sala lacrada, congelando os dois.
445 anos depois (2455), a Terra tornou-se muito poluída para sustentar a vida e os seres humanos mudaram-se para um novo planeta, a Terra Dois. Na espaçonave Grendel, três estudantes, Tsunaron, Janessa e Azrael, estão em uma viagem de campo liderada pelo professor Braithwaite Lowe, que é acompanhado da androide Kay-Em 14. Eles entram na instalação de Crystal Lake e encontram Jason e Rowan, ainda congelados, e os trazem para a espaçonave. Lá também estão Kinsa, Waylander e Stoney, os demais alunos de Lowe. Eles reanimam Rowan, enquanto Jason e declarado morto e deixado no necrotério. Adrienne Thomas, estagiária de Lowe, recebe a tarefa de dissecar o corpo de Jason. Lowe, que está bastante endividado, liga para seu financiador Dieter Perez, que reconhece o nome de Jason e observa que um colecionador pode pagar uma fortuna pelo corpo do assassino.
Enquanto Stoney e Kinsa fazem sexo, Jason descongela e ataca Adrienne. Ele congela o rosto dela em nitrogênio líquido e depois bate a cabeça dela contra um balcão, deixando-a em pedaços. Jason pega uma ferramenta cirúrgica em forma de facão e começa a explorar o interior da espaçonave. Ele esfaqueia Stoney no peito e o arrasta até matá-lo, enquanto Kinsa se desespera. O sargento Brodski lidera um grupo de soldados para atacar Jason. Durante uma partida de deathmatch em realidade virtual entre Dallas e Azrael, Jason aparece e mata os dois. Ele então tenta atacar Crutch, mas Brodoski e seus soldados o salvam. Jason desaparece. Depois que Brodoski divide seu grupo, Jason os mata um por um.
Lowe ordena que o piloto Lou desembarque na Solaris, uma estação espacial próxima. Enquanto conversa com o engenheiro da Solaris, o piloto é morto por Jason. Sem piloto, a espaçonave choca-se com a Solaris, destruindo-a e matando Dieter Perez e todos os outros que estavam na estação espacial. A colisão danifica uma das seções da sala de comando da Grendel. Jason invade o laboratório, recupera seu facão e decapita Lowe.
Com a espaçonave seriamente danificada, os sobreviventes vão para a nave da Grendel, enquanto Tsunaron vai para outro lugar com Kay-Em 14. Depois de encontrar os restos mortais de Lou, Crutch e Waylander preparam a nave. Rowan encontra Brodski, mas ele é pesado demais para ela carregar, então ela sai para buscar ajuda. Waylander sai para ajudar, enquanto Crutch prepara a nave. Jason mata Crutch por eletrocussão. A bordo da nave, Kinsa ouve a os gritos de Crutch e tem um ataque de pânico, ela tenta escapar sozinha e deixar todos morrerem ao acionar a nave, mas esquece de liberar combustível, fazendo a nave colidir com a Grendel e explodir, matando-a. Tsunaron reaparece com uma Kay-Em 14 atualizada, equipada com uma variedade de armas e novas habilidades de combate. Ela luta contra Jason e aparentemente o mata, derrubando-o em uma estação médica equipada com uma nanomáquina, explodindo o braço direito, a perna esquerda, parte da caixa torácica e, finalmente, parte da cabeça de Jason. Os sobreviventes enviam um chamado de socorro e recebem uma resposta de um ônibus espacial de patrulha.
Os sobreviventes colocam explosivos para separar a ponte remanescente da seção principal de acionamento. Enquanto eles trabalham, Jason é acidentalmente trazido de volta à vida pela estação médica danificada, sendo reconstruído como um ciborgue ainda mais poderoso chamado Uber Jason. Ele facilmente derrota Kay-Em 14, decapitando-a com um soco. Enquanto Tsunaron apanha a cabeça da androide ainda em funcionamento, Jason os ataca, mas é interrompido por Waylander, que se sacrifica ao acionar os explosivos enquanto os outros escapam. Jason sobrevive e é empurrado de volta para a nave. Ele perfura um buraco no casco da nave, fazendo Janessa ser sugada pela fenda. Uma falha de energia com a porta do veículo espacial obriga Brodski a fazer uma saída extraveicular para consertá-la.
Enquanto isso, uma simulação holográfica de Crystal Lake é criada para distrair Jason, juntamente com duas adolescentes virtuais para distraí-lo, o que funciona no começo, mas ele percebe que tudo é ilusão assim que a porta é consertada. Brodski confronta Jason para que os demais possam escapar. Quando eles saem, a ponte explode, impulsionando Jason em alta velocidade em direção aos sobreviventes; no entanto, Brodski intercepta Jason em pleno voo e os leva para a atmosfera da Terra Dois, incinerando-os. Tsunaron, Rowan e Kay-Em 14 comemoram ter escapado com sucesso, e Tsunaron promete a Kay-Em 14 que ele construirá um novo corpo para ela.
Na Terra Dois, um casal de adolescentes à margem de um lago vê o que eles acreditam ser uma estrela cadente enquanto a máscara carbonizada de Jason afunda no lago. Os adolescentes vão investigar.

## Elenco
- Kane Hodder como Jason Voorhees / Uber Jason
- Lexa Doig como Rowan LaFontaine
- Lisa Ryder como Kay-Em 14
- Chuck Campbell como Tsunaron
- Melyssa Ade como Janessa
- Peter Mensah como Sergeant Brodski
- Melody Johnson as Kinsa
- Derwin Jordan como Waylander
- Jonathan Potts como Professor Brandon Lowe
- Phillip Williams como Crutch
- Dov Tiefenbach como Azrael
- Kristi Angus como Adrienne Thomas
- Dylan Bierk como Briggs
- Amanda Brugel como Geko
- Yani Gellman como Stoney
- Todd Farmer como Dallas
- David Cronenberg como Dr. Wimmer
- Robert A. Silverman| como Dieter Perez
- Marcus Parilo como Sgt. Marcus
- Boyd Banks como Fat Lou

## Produção

### Pré-produção e roteiro
Jason X começou a ser desenvolvido no final da década de 1990, enquanto Freddy vs. Jason ainda estava no inferno do desenvolvimento. Como o projeto de Freddy vs. Jason não avançava, Sean S. Cunningham decidiu que queria outro filme da franquia Sexta-Feira 13 para manter o interesse do público no personagem. O filme foi concebido por Todd Farmer, que também interpreta Dallas no filme, que sugeriu enviar Jason ao espaço como forma de avançar a série, além de ser uma oportunidade de apresentar um filme com efeitos especiais aprimorados e mais ação e humor do que as tentativas anteriores. Além disso, considerando que Freddy vs. Jason estava a caminho, Farmer acreditava que seria melhor que Jason X se passasse num futuro muito distante, de modo a ser definido após os eventos da batalha épica entre os dois vilões, evitando uma possível confusão na continuidade da série.
O roteiro de Jason X incorporou elementos de Aliens e Blade Runner, e vários personagens do filme são nomeados em homenagem aos amigos online que o roteirista Todd Farmer conheceu durante partidas do jogo EverQuest. O nome da personagem Adrienne, interpretada por Kristi Angus, é uma referência direta à atriz Adrienne King, que viveu a protagonista Alice Hardy no primeiro filme da série.
A cena em que Jason é distraído num cenário de realidade virtual ambientado em 1980 foi originalmente planejada para ser muito mais detalhada, incluindo várias mulheres de topless jogando vôlei. Uma ideia incluía até mesmo Jason encontrando sua mãe, Pamela Voorhees, e a matando, mostrando quão maligno e irracional ele havia se tornado, porém, essa ideia foi mais tarde abandonada.

### Criando Uber Jason

Os desenhos conceituais originais do Uber Jason, criados por Stephan Dupuis, levaram meses para serem planejados. Dupuis esculpiu uma versão em pequena escala do novo design para mostrar aos cineastas, antes de finalmente adaptá-lo a Kane Hodder.

O supervisor de efeitos de maquiagem Stephen Dupuis recebeu a tarefa de desenhar versão do assassino para Jason X. Um conceito trazido para o filme foram as habilidades regenerativas de Jason. Dupuis deu ao personagem mais cabelo e uma aparência de carne mais natural para ilustrar a constante regeneração pela qual o personagem passa; Dupuis queria um design mais "gótico" para Jason, então ele adicionou correntes e algemas e tornou a máscara de hóquei mais angular.
A ideia de criar o Uber Jason, a versão ciborgue mais poderosa do personagem, é anterior à Jason X e surgiu a partir de um roteiro descartado de Freddy vs. Jason, que continha uma cena na qual Jason invade uma loja de artigos esportivos e troca sua antiga máscara por uma máscara de hóquei cromada. James Isaac e o resto de sua equipe queriam criar um Jason totalmente novo em algum momento do filme. A ideia era que os adolescentes destruíssem completamente o corpo de Jason, permitindo que a tecnologia futurista o trouxesse de volta à vida.
O que foi referido como Uber Jason foi projetado para ter pedaços de metal crescendo de seu corpo, ligados por estruturas em forma de gavinhas que cresciam no metal, todos acoplados a um terno de couro. O metal foi criado a partir do VacuForm, o mesmo material usado para aumentar o tamanho da máscara de hóquei original, e foi anexado por Velcro. As gavinhas metálicas foram feitos de silicone. Todas as peças foram criadas em um terno, incluindo uma peça inteira da cabeça, que Kane Hodder usava. A equipe de efeitos de maquiagem acrescentou zíperes nas laterais do traje, o que permitia a Hodder entrar e sair do traje em 15 minutos.

### Escolha do elenco
Amigo e mentor do diretor de James Isaac, David Cronenberg, diretor de clássicos do gênero como Scanners (1981) e A Mosca (1986), pediu uma participação no filme e queria muito interpretar um personagem que tivesse uma morte marcante em tela. Isaac afirmou que Cronenberg foi inicialmente escalado como o piloto da espaçonave e a morte do personagem referenciaria o filme Scanners, com sua cabeça explodindo violentamente. No entanto, a ideia não se concretizou e o próprio Cronenberg reescreveu a maioria das suas cenas, modificando seu personagem para um tipo de cientista maluco, mas que mesmo assim "morre de maneira excelente".
Lexa Doig e Lisa Ryder conseguiram seus papeis em Jason X quase ao mesmo tempo em que foram escaladas para a série de ficção científica Andromeda, sendo ambos os projetos desenvolvidos em Toronto, no Canadá. Os produtores do filme tiveram de concordar em liberar as atrizes das filmagens até uma certa data, para que elas pudessem começar as gravações da série. Em Andromeda, cujo enredo também se passa numa nave espacial, Doig interpreta, entre outros papéis, o de uma androide, enquanto que Ryder faz o papel de uma corajosa tripulante humana – sendo esses papéis coincidentemente invertidos em Jason X.
Os produtores convidaram Betsy Palmer, intérprete original de Pamela Voorhees, a reprisar seu papel, porém, como não houve acordo entre eles e a atriz, a personagem acabou não sendo incluída no filme.

### Filmagens
Jason X foi inteiramente filmado em estúdio em Toronto, Ontário, no Canadá. Foi a primeira sequência da série a contar com efeitos digitais para suas cenas de morte e gore e um dos primeiros filmes finalizados de forma totalmente digital, sendo filmado em 35 mm e posteriormente transferido para vídeo de alta definição, a fim de facilitar a criação de suas amplas e elaboradas tomadas de efeitos visuais.
Alguns acidentes aconteceram durante as filmagens, como na cena da morte de Stoney que, ao abrir a porta, é esfaqueado por Jason e seu sangue espirra no rosto de Kinsa. Conforme comentário de áudio no DVD do filme, os responsáveis pelos efeitos especiais borrifaram acidentalmente sangue cenográfico no rosto de Melody Johnson, de modo que a substância atingiu os olhos da atriz, fazendo-a gritar de dor durante a cena. Além disso, o dublê que interpretou Dallas na cena em que Jason esmaga sua cabeça contra a parede, acabou realmente quebrando o nariz.
Diversas cenas do filme incluíram referências a outros filmes da série, principalmente ao primeiro Sexta-Feira 13, de 1980. Em determinado momento, a máscara de Jason é retirada, apresentando um rosto deformado de Jason que lembra bastante o personagem no filme original. A partitura musical do primeiro filme foi tocada durante a primeira aparição de Jason na realidade virtual do acampamento Crystal Lake. Nesta mesma sequência, também há uma cena em que duas adolescentes dentro de sacos de dormir são mortas por Jason, o que é uma homenagem à "cena da morte no saco de dormir" apresentada pela primeira vez na Parte 7.

### Música
A música original do filme foi composta e conduzida por Harry Manfredini. Foi lançada pela Varèse Sarabande em 14 de maio de 2002. O tema musical de Jason X é "Bodies", do Drowning Pool, e retirado do álbum Sinner. A música é usada no trailer promocional, mas não é tocada no filme.

## Lançamento
O filme foi lançado na Europa e no Brasil primeiro que nos Estados Unidos, um fato inédito. O atraso do lançamento estadunidense se deu em virtude dos fatídicos acontecimentos de 11 de setembro de 2001. Jason X estreou em novembro de 2001 na Espanha, e em 26 de abril de 2002 em Los Angeles e Nova York. Um trailer foi lançado em 9 de novembro de 2001.

### Bilheteria
O filme arrecadou 13,121,555 milhões de dólares nos Estados Unidos e faturou 3,830,243 milhões de dólares no exterior, obtendo um total de 16,951,798 milhões de dólares em todo o mundo.

### Crítica
O filme recebeu críticas desfavoráveis. No site agregador de críticas cinematográficas Rotten Tomatoes Jason X tem um percentual de aprovação de 19% com base em 104 críticas, com uma classificação média de 3.6/10. O consenso crítico do site é o seguinte: "Jason vai para o futuro, mas a história ainda está presa no passado." No Metacritic o filme tem uma pontuação de 25 em 100, com base em 23 críticas, indicando "críticas geralmente desfavoráveis". As audiências pesquisadas pelo site de pesquisa de mercado CinemaScore, deram ao fime uma nota média "C" em uma escala que vai de A+ a F.
Roger Ebert deu ao longa-metragem 0.5 de um total de 4 estrelas, citando uma das falas do filme: "Isso é péssimo em tantos níveis."
No entanto, o filme foi melhor recebido no Reino Unido, recebendo críticas positivas das duas maiores revistas de cinema do país, Total Film e Empire. A crítica da Empire assinada por Kim Newman, em particular, elogiou Jason X como "Inteligentemente roteirizado, inteligentemente dirigido e bem interpretado por um elenco desconhecido", considerando-o "um verdadeiro deleite para todos aqueles que sofreram com a história até agora."
Apesar da recepção inicialmente negativa dos críticos, o filme ganhou recentemente um crescimento retrospectivo em popularidade, particularmente entre os fãs mais jovens da série. A habilidade do filme de zombar de si mesmo e da série como um todo tem sido elogiada, bem como as inventivas cenas de morte. A morte de Adrienne, em particular (cabeça congelada em nitrogênio líquido e depois quebrada contra uma mesa), é frequentemente apontada como um destaque, e foi até mesmo testada em um episódio do programa MythBusters em 2009.

## Home media
O DVD do filme foi lançado em 8 de outubro de 2002. O longa-metragem foi lançado em Blu-ray em 2013, juntamente com todos os outros filmes da série no box set Friday the 13th: The Complete Collection.